# Rue Chéreau
La rue Chéreau est une voie du 13e arrondissement de Paris située dans le quartier de la Maison-Blanche.

## Situation et accès

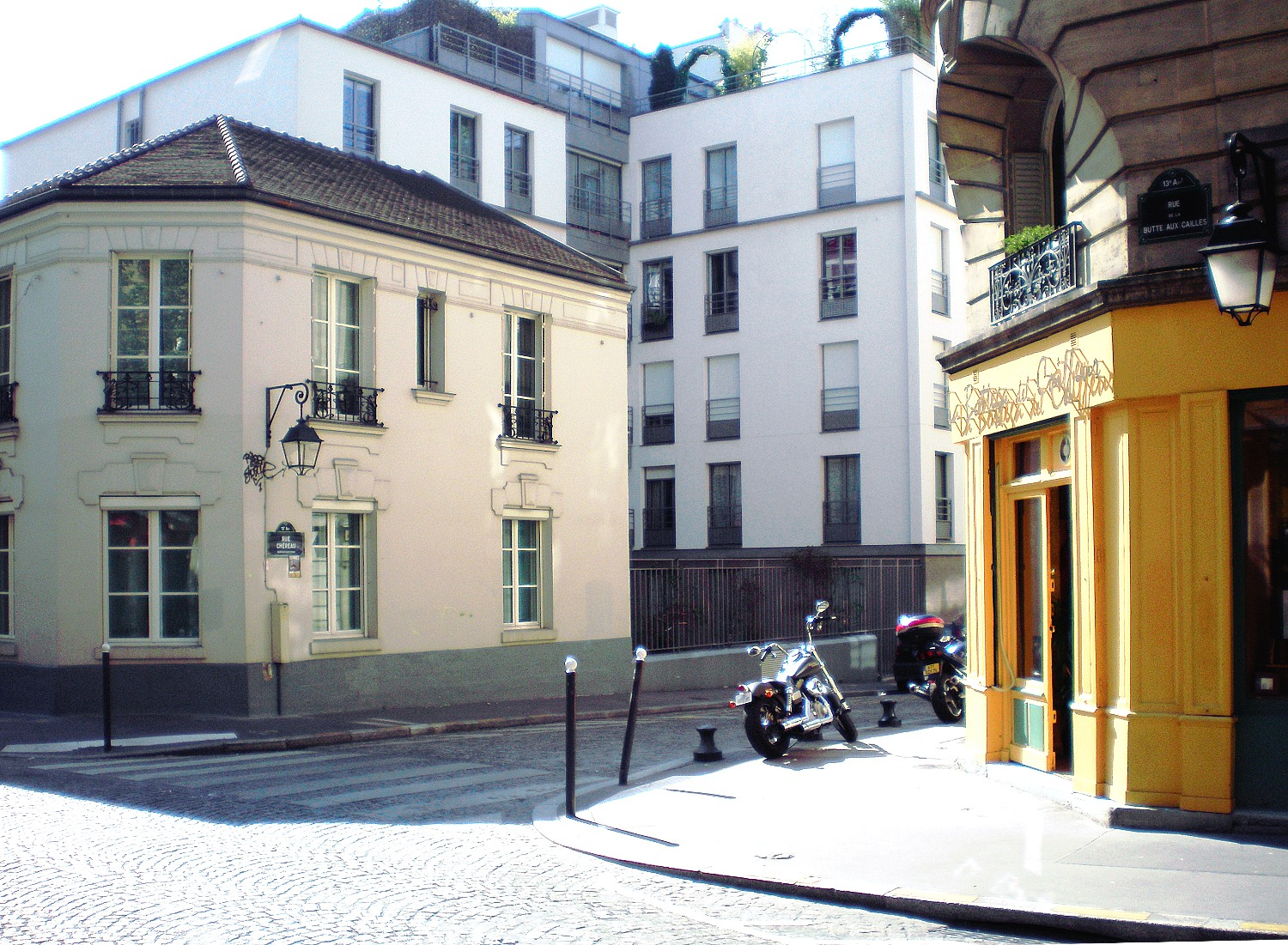
Carrefour des rues Chéreau (rue à l'ombre) et de la Butte-aux-Cailles en 2009.

La rue Chéreau est desservie à proximité par la ligne 6 à la station Corvisart.

## Origine du nom
La rue porte le nom d'un ancien propriétaire local de la Butte-aux-Cailles.

## Historique
Cette rue est alignée et classée dans la voirie de Paris en février 1933.

## Bâtiments remarquables et lieux de mémoire
- La rue débouche sur la place Paul-Verlaine et la piscine de la Butte-aux-Cailles.
- Présence de l'art urbain.

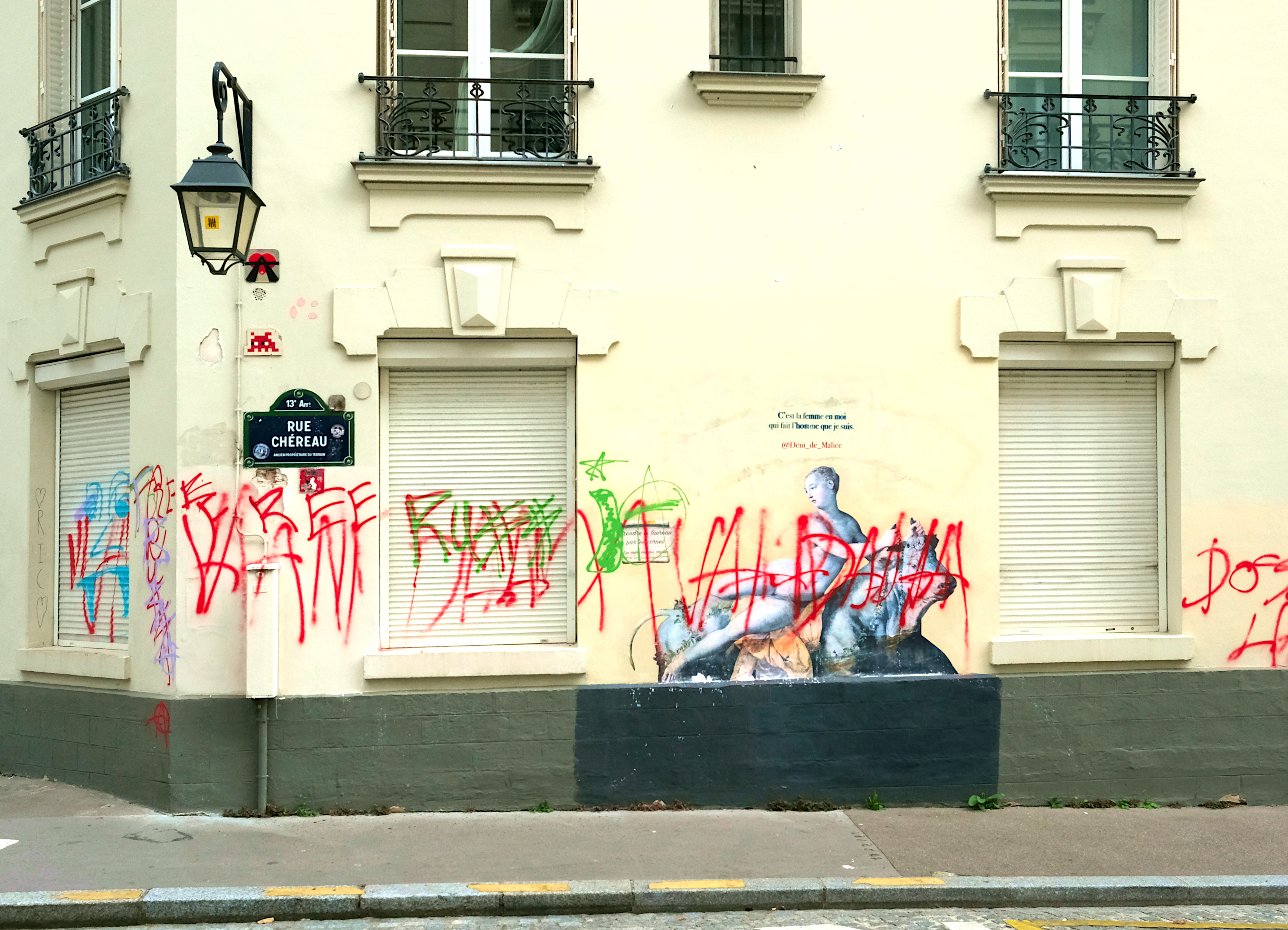
Fresque.

## Humour

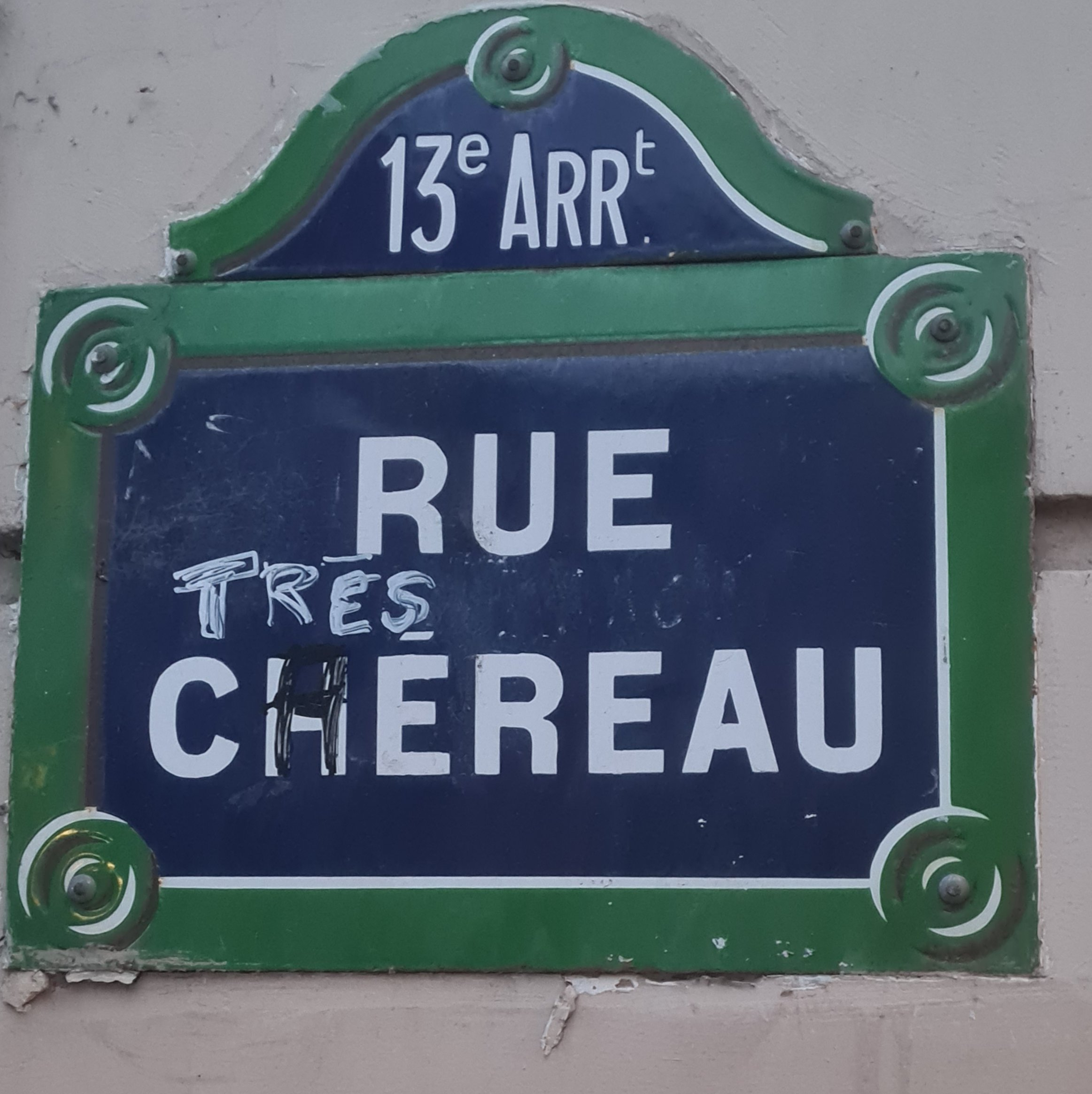